# Анспранд (король лангобардов)
Анспранд (ок. 657—712) — герцог Асти в 688—701 и 702 годах, король лангобардов в 712 году.

## Биография
Герцог Асти, регент в период несовершеннолетия Лиутперта (700—701). Он потерпел поражение около Новары от Рагинперта и был сослан, но вскоре смог бежать к герцогу Баварии Теодону II.
В 711 году Анспранд вернулся с большим войском, данным ему Теодоном II. Многие люди присоединились к регенту после его возвращения (венецианцы и воины из восточной части королевства). Возле Павии произошло сражение между Анспрандом и Арипертом II. Ариперт бежал в свою столицу, пытался переправиться к франкам в ночное время вместе с сокровищами, но утонул в реке Тичино.
После гибели Ариперта II Анспранд стал королём лангобардов. Он взошёл на престол в марте 712 года, а уже в июне умер, оставив королевство своему единственному выжившему сыну Лиутпранду.